# Абдалла II ибн Хусейн
Абдалла II ибн Хусейн аль-Хашими, также Абдалла́ II (араб. عبد الله الثاني بن الحسين الهاشمي‎; род. 30 января 1962, Амман, Иордания) — король Иордании с 1999 года, сын короля Хусейна ибн Талала. В 1993—1996 годах — командующий иорданскими Специальными вооружёнными силами, с 1996 по 1999 год — глава Командования специальных операций иорданских Вооружённых сил. Фельдмаршал Вооружённых сил Иордании, маршал Королевских Иорданских ВВС.
Абдалла либерализовал экономику, когда вступил на престол, и его реформы привели к экономическому буму, который продолжался до 2008 года. В последующие годы экономика Иордании испытывала трудности, связанные с последствиями Великой рецессии и последствиями арабской весны, включая сокращение поставок нефти и крах торговли с соседними странами. В 2011 году в арабском мире вспыхнули масштабные протесты с требованием реформ.
Абдалла пользуется популярностью на местном и международном уровнях за поддержание иорданской стабильности, а также известен тем, что поощряет межконфессиональный диалог и умеренное понимание ислама. Третий по продолжительности правления арабский лидер. Абдалла II был признан Королевским исламским центром стратегических исследований самым влиятельным мусульманином в мире в 2016 году.

## Биография

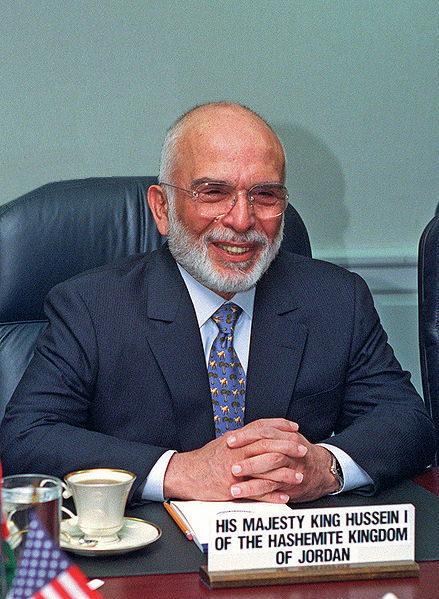
Хусейн ибн Талал — отец Абдаллы II.

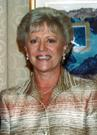
Тони Гардинер — мать Абдаллы II.

Принц Абдалла родился 30 января 1962 года в Аммане, Иордания. Он старший сын короля Хусейна I Бин (Ибн) Талала и его второй жены, королевы Муны (Muna Al Hussein; в девичестве Антуанет Авриль Гардинер (Antoinette Avril Gardiner)) — дочери британского офицера. В официальных биографиях отмечается, что правящая королевская семья Иордании относится к династии хашимитов — представителей одного из основных мекканских кланов, ведущего свою родословную от Хашима — прадеда пророка Мухаммеда; Абдалла II назывался потомком пророка в 41 (по другим данным, в 43) поколении. Принца назвали в честь прадеда, короля Абдаллы I — основателя современной Иордании. Когда Абдалле было три года, его отец решил, что передаст власть своему брату, а не сыну, поэтому Абдалла не предназначался к престолонаследию. Его родители развелись в 1971 году.
Начальное образование Абдалла получил в Исламском колледже в Аммане (Islamic Educational College in Amman), а позднее учился в школе Святого Эдмунда (St. Edmund’s School) графства Суррей, Англия. Затем он продолжил образование в США — учился в школе Иглбрук (Eaglebrook School) и в Академии Дирфилд (Deerfield Academy). В 1980 году Абдалла приступил к учёбе в Королевской военной академии в Сэндхёрсте в Великобритании, а затем служил в 13/18-м Королевском гусарском полку британской армии (13/18th Royal Hussars Regiment).
В 1982—1983 годах Абдалла обучался в Оксфорде, в Пемброк-Колледже (Pembroke College), где прошёл курс, посвящённый изучению Ближнего Востока. Вернувшись в Иорданию, он начал службу в элитной 40-й бронетанковой бригаде Вооружённых сил Иордании, был командиром взвода и заместителем командира батальона.
В 1985 году принц начал служить в 3 дивизии бронетанкового корпуса (Armoured Corps, 3rd Division). В том же году Абдалла проходил курс офицеров бронетанковых войск в американском Форт Ноксе (Fort Knox), штат Кентукки. В 1986 году принц получил звание капитана, позднее ему было присвоено звание подполковника (lieutenant-colonel). В 1987 году Абдалла учился в США в Школе дипломатии Джорджтаунского университета (School of Foreign Service, Georgetown University), где без отрыва от воинской службы защитил магистерскую диссертацию по международной дипломатии.
Начав службу в бронетанковых войсках, принц «вскоре „заболел“ спецназом». В январе 1993 года Абдалла стал заместителем командующего Войсками специального назначения Королевства Иордания (Jordanian Special Forces), а в ноябре того же года был назначен их командующим. В 1996 году принц занимался реорганизацией спецназа и других элитных подразделений, объединив их с помощью созданного им единого Командования войск специального назначения Королевства Иордания (Special Operations Command, SOCOM), которое сам и возглавил. Отмечалось, что Абдалла стажировался в ряде стран, «где были сильны традиции подготовки элитных подразделений», в том числе неоднократно в СССР и в России. В СМИ он также упоминался как пилот ударного вертолёта класса AH-1F «Cobra», который иорданский спецназ использует для ближней поддержки с воздуха. В дальнейшем, отмечая, что «Иорданское Хашимитское Королевство обладает одними из наиболее профессионально подготовленных не только на Ближнем Востоке, но и в мире, подразделениями специального назначения», СМИ подчёркивали немалую заслугу в этом лично курирующего спецназ Его Королевского Высочества бригадира Абдаллы ибн аль-Хусейна.
В 1998 году Абдалла получил звание генерал-майора. Сообщалось, что помимо армейской службы, принц в отсутствие отца исполнял обязанности главы государства, а также нередко ездил в различные дипломатические поездки.

## Правление
В январе 1999 года король Хусейн внезапно объявил Абдаллу своим наследником. По некоторым данным, это решение было принято им из-за конфликта с братом, кроме того, СМИ упоминали, что король отдал предпочтение Абдалле потому, что так «захотела армия». Спустя две недели глава государства скончался. В тот же день принц Абдалла был провозглашён новым королём. Коронация короля Абдаллы II состоялась в июне того же года. Вместе с титулом короля Абдалла II унаследовал пост Верховного главнокомандующего войсками Иордании; ему было присвоено звание фельдмаршала Вооружённых сил Иордании. Кроме того, Абдалла II стал маршалом Королевских Иорданских ВВС.
Одним из приоритетов для нового короля стало экономическое развитие страны. В начале своего правления он провёл приватизацию некоторых государственных предприятий, а в 2000 году Иордания вступила во Всемирную торговую организацию (ВТО) и заключила соглашение о свободной торговле с США. Во внешней политике Абдалла II продолжил линию своего отца, при котором Иордания превратилась в «важного союзника Америки». Отмечалось, что Абдалла II неоднократно осуждал теракты, совершённые мусульманами по религиозным мотивам, поддерживал американскую политику войны против терроризма и выступал за проповедь ислама как мирной религии. Большое внимание он уделял поиску путей мирного урегулирования израильско-палестинского конфликта; в 2003 году на территории Иордании состоялся саммит, который посетил американский президент Джордж Буш-младший, премьер-министр Израиля Ариэль Шарон и премьер-министр Палестинской автономии Махмуд Аббас.
В области внутренней политики Абдалла II, как и его отец, проводил жёсткую линию по отношению к оппозиционному «Исламскому фронту действия» — партии, созданной под эгидой международной организации «Братья-мусульмане». На выборах 2003 года две трети мест в парламенте получили лояльные Абдалле II независимые кандидаты; фронт получил 20 мест из 84; в 2007 году на выборах их представительство сократилось до 6 человек.
В 2009 году Абдалла II распустил парламент. К выборам 2010 года он провёл реформу, увеличив количество избирательных округов. «Исламский фронт действия» бойкотировал выборы: его представители обвинили короля в том, что предложенные им изменения были направлены на увеличение в парламенте числа представителей сельских регионов (где Абдалла II пользовался большей популярностью). В итоге решительную победу одержали проправительственные силы, а фронт лишился представительства в парламенте.

### Арабская весна
В конце января 2011 года в Иордании, как и во многих других странах в ходе так называемой «арабской весны», начались массовые выступления недовольных политикой властей. Протесты были организованы «Исламским фронтом действия». Требования оппозиции были как экономическими (Иордания переживала последствия глубокого экономического кризиса с 2008 года), так и политическими: в частности, протестующие хотели, чтобы премьер-министр страны избирался, а не назначался королём. Пытаясь усмирить недовольство, 1 февраля Абдалла II в очередной раз отправил премьер-министра и весь кабинет в отставку (в предшествующие годы король делал это восемь раз), а также пообещал, что правительство станет выборным. Постепенно протестная активность граждан снизилась. СМИ отмечали, что на это могли повлиять события в соседней Сирии, где президент Башар Асад крайне жестоко подавлял выступления недовольных, что привело фактически к гражданской войне. В ноябре 2011 года Абдалла II первый из арабских лидеров заявил, что Асад должен уйти.
Также король попытался сбить протесты с помощью финансовых вливаний. В 2011 году он выделил 0,5 млрд долларов на зарплаты госслужащих и на регулирование цен на топливо и товары первой необходимости (часть этих денег дали США и ЕС). Кроме того, в 2011 году Иордания получила помощь от Саудовской Аравии на сумму в 1,6 млрд долларов.
Осенью 2011 года, а затем и весной 2012 года Абдалла II ещё два раза отправлял в отставку правительство. В сентябре 2012 года в Иордании вспыхнули протесты несогласных с 10-процентным повышением цен на газ; 89 из 120 членов парламента подписали заявление о недоверии правительству в связи с повышением тарифов. Король быстро отреагировал на это, отменив повышение. В начале октября 2012 года под давлением протестующих Абдалла II вновь распустил парламент.

### Отношения с Россией
25 января 2017 года посетил Москву с официальным визитом. Стороны обсуждали политические и экономические вопросы, представляющие взаимный интерес.
В честь Абдаллы II названа улица в городе Грозный.

## Личная жизнь
Абдалла II — квалифицированный водолаз, парашютист и пилот. Увлекается авторалли, коллекционирует оружие, является большим знатоком японской кухни. В 1995 году снялся в эпизодической роли в сериале Звёздный путь: Вояджер, поклонником которого он является. Находится в дружественных отношениях с экс-президентом США Джорджем Бушем.
Женат на королеве Рании, палестинке по происхождению. В браке родилось четверо детей:
- Кронпринц Хусейн ибн Абдалла (род. 28 июня 1994).
- Принцесса Иман (род. 27 сентября 1996).
- Принцесса Сальма (род. 26 сентября 2000) — первая в истории Иордании женщина-лётчица.
- Принц Хашем ибн Абдалла (род. 30 января 2005).

## Воинские звания
- фельдмаршал (7 февраля 1999, Иордания)
- маршал Королевских Иорданских ВВС (7 февраля 1999)

## Награды
Награды Иордании
| Страна   | Дата             | Награда                                   | Награда                                   | Литеры |
| -------- | ---------------- | ----------------------------------------- | ----------------------------------------- | ------ |
| Иордания | 7 февраля 1999 — | Суверен ордена Хусейна ибн Али            | Суверен ордена Хусейна ибн Али            |        |
| Иордания | 7 февраля 1999 — | Суверен ордена Военной Славы              | Суверен ордена Военной Славы              |        |
| Иордания | 7 февраля 1999 — | Суверен ордена Возрождения                | Суверен ордена Возрождения                |        |
| Иордания | 7 февраля 1999 — | Суверен ордена Хашимитской звезды         | Суверен ордена Хашимитской звезды         |        |
| Иордания | 7 февраля 1999 — | Суверен ордена Звезды Иордании            | Суверен ордена Звезды Иордании            |        |
| Иордания | 7 февраля 1999 — | Суверен ордена Независимости              | Суверен ордена Независимости              |        |
| Иордания | 7 февраля 1999 — | Суверен ордена Военных заслуг Аль-Хусейна | Суверен ордена Военных заслуг Аль-Хусейна |        |
| Иордания | 7 февраля 1999 — | Суверен ордена Аль-Хусейна                | Суверен ордена Аль-Хусейна                |        |
| Иордания | —                | Суверен ордена Короля Абдаллы II          | Суверен ордена Короля Абдаллы II          |        |
| Иордания | апрель 2021 —    | Суверен ордена Государственного столетия  | Суверен ордена Государственного столетия  |        |

Награды иностранных государств
| Страна             | Дата                          | Награда                                                                                            | Награда                                                                                            | Литеры  |
| ------------------ | ----------------------------- | -------------------------------------------------------------------------------------------------- | -------------------------------------------------------------------------------------------------- | ------- |
| Марокко            | —                             | Кавалер ордена Мухамадийя специального класса                                                      | Кавалер ордена Мухамадийя специального класса                                                      |         |
| Марокко            | —                             | Кавалер Большой ленты ордена Трона                                                                 | Кавалер Большой ленты ордена Трона                                                                 |         |
| Великобритания     | 26 марта 1984—                | Рыцарь-командор Королевского Викторианского ордена                                                 | Рыцарь-командор Королевского Викторианского ордена                                                 | KCVO    |
| Япония             | 30 ноября 1993—               | Кавалер орденской цепи Хризантемы                                                                  | Кавалер орденской цепи Хризантемы                                                                  |         |
| Нидерланды         | 7 декабря 1994—               | Кавалер Большого креста ордена Оранского дома                                                      | Кавалер Большого креста ордена Оранского дома                                                      |         |
| Испания            | 15 сентября 1995—             | Кавалер Большого креста ордена Военно-морских заслуг (белый дивизион)                              | Кавалер Большого креста ордена Военно-морских заслуг (белый дивизион)                              | [ 36 ]  |
| Великобритания     | 12 мая 1999—                  | Рыцарь Большого креста ордена Святых Михаила и Георгия                                             | Рыцарь Большого креста ордена Святых Михаила и Георгия                                             | GCMG    |
| Ливия              | 1 сентября 1999—              | Кавалер ордена Великого завоевателя Первого класса                                                 | Кавалер ордена Великого завоевателя Первого класса                                                 |         |
| Ливан              | 14 сентября 1999—             | Кавалер ордена Заслуг специального класса                                                          | Кавалер ордена Заслуг специального класса                                                          |         |
| Польша             | 26 сентября 1999—             | Кавалер ордена Белого орла                                                                         | Кавалер ордена Белого орла                                                                         |         |
| Испания            | 18 октября 1999—              | Кавалер орденской цепи Изабеллы Католической                                                       | Кавалер орденской цепи Изабеллы Католической                                                       | [ 37 ]  |
| Бахрейн            | 4 ноября 1999—                | Кавалер орденской цепи аль-Халифа                                                                  | Кавалер орденской цепи аль-Халифа                                                                  |         |
| Республика Корея   | 4 декабря 1999—               | Кавалер Большого ордена «Мугунхва»                                                                 | Кавалер Большого ордена «Мугунхва»                                                                 |         |
| Испания            | 23 декабря 1999—              | Кавалер Большого креста ордена Военно-воздушных заслуг (белый дивизион)                            | Кавалер Большого креста ордена Военно-воздушных заслуг (белый дивизион)                            | [ 38 ]  |
| Италия             | 9 февраля 2001                | Кавалер Большого креста декорированного лентой                                                     | ордена «За заслуги перед Итальянской Республикой»                                                  | [ 39 ]  |
| Италия             | 15 января 1987—9 февраля 2001 | Кавалер Большого креста                                                                            | ордена «За заслуги перед Итальянской Республикой»                                                  | [ 40 ]  |
| Норвегия           | 4 апреля 2001—                | Кавалер Большого креста на цепи ордена Святого Олафа                                               | Кавалер Большого креста на цепи ордена Святого Олафа                                               |         |
| Великобритания     | 6 ноября 2001—                | Рыцарь Большого креста ордена Бани                                                                 | Рыцарь Большого креста ордена Бани                                                                 | GCB     |
| Словения           | 2002—                         | Золотой орден Свободы                                                                              | Золотой орден Свободы                                                                              |         |
| Украина            | 23 апреля 2002—               | Кавалер ордена князя Ярослава Мудрого Первого класса                                               | Кавалер ордена князя Ярослава Мудрого Первого класса                                               | [ 41 ]  |
| Германия           | 21 октября 2002—              | Кавалер Большого креста особой степени ордена «За заслуги перед Федеративной Республикой Германия» | Кавалер Большого креста особой степени ордена «За заслуги перед Федеративной Республикой Германия» |         |
| Швеция             | 7 октября 2003—               | Рыцарь ордена Серафимов                                                                            | Рыцарь ордена Серафимов                                                                            | RSerafO |
| Румыния            | 2005—                         | Кавалер Большого креста на цепи ордена Звезды Румынии                                              | Кавалер Большого креста на цепи ордена Звезды Румынии                                              | [ 42 ]  |
| Нидерланды         | 2006—                         | Кавалер Большого креста ордена Нидерландского льва                                                 | Кавалер Большого креста ордена Нидерландского льва                                                 | [ 43 ]  |
| Испания            | 21 апреля 2006—               | Кавалер орденской цепи Карлоса III                                                                 | Кавалер орденской цепи Карлоса III                                                                 | [ 44 ]  |
| Россия / Ингушетия | 2007—                         | Кавалер ордена «За заслуги»                                                                        | Кавалер ордена «За заслуги»                                                                        | [ 45 ]  |
| Португалия         | 5 марта 2008—                 | Кавалер Большой цепи ордена Инфанта дона Энрики                                                    | Кавалер Большой цепи ордена Инфанта дона Энрики                                                    | GColIH  |
| Бруней             | 13 мая 2008—                  | Кавалер Королевского семейного ордена Короны Брунея                                                | Кавалер Королевского семейного ордена Короны Брунея                                                | DKMB    |
| Казахстан          | июль 2008—                    | Юбилейная медаль «10 лет Астане»                                                                   | Юбилейная медаль «10 лет Астане»                                                                   |         |
| Португалия         | 16 марта 2009—                | Кавалер Большой цепи Военного ордена Сантьяго и меча                                               | Кавалер Большой цепи Военного ордена Сантьяго и меча                                               | GColSE  |
| Финляндия          | 2010—                         | Кавалер Большого креста ордена Белой розы                                                          | Кавалер Большого креста ордена Белой розы                                                          | [ 47 ]  |
| Австрия            | 2011                          | Большая звезда Почёта                                                                              | почётного знака «За заслуги перед Австрийской Республикой»                                         |         |
| Австрия            | 1987—2011                     | Кавалер Большого креста с Золотой звездой                                                          | почётного знака «За заслуги перед Австрийской Республикой»                                         |         |
| Украина            | 22 июня 2011—                 | Кавалер ордена «За заслуги» Первого класса                                                         | Кавалер ордена «За заслуги» Первого класса                                                         | [ 48 ]  |
| Чехия              | 11 февраля 2015—              | Кавалер Большого креста на цепи ордена Белого льва                                                 | Кавалер Большого креста на цепи ордена Белого льва                                                 | [ 49 ]  |
| Тунис              | 20 октября 2015—              | Кавалер Большой ленты ордена Республики                                                            | Кавалер Большой ленты ордена Республики                                                            |         |
| Палестина          | 21 ноября 2015—               | Кавалер Большой ленты ордена Иерусалима                                                            | Кавалер Большой ленты ордена Иерусалима                                                            |         |
| Бельгия            | 18 января 2016—               | Кавалер Большого креста ордена Леопольда I                                                         | Кавалер Большого креста ордена Леопольда I                                                         |         |
| Казахстан          | 2 ноября 2017—                | Президентская премия «За безъядерный мир и глобальную безопасность»                                | Президентская премия «За безъядерный мир и глобальную безопасность»                                | [ 50 ]  |
| Черногория         | 2017—                         | Орден Республики Черногория                                                                        | Орден Республики Черногория                                                                        | [ 51 ]  |
| Кипр               | 17 декабря 2021—              | Кавалер цепи ордена Макариоса III                                                                  | Кавалер цепи ордена Макариоса III                                                                  |         |
| Грузия             | 29 мая 2022 —                 | Орден Золотого руна                                                                                | Орден Золотого руна                                                                                | [ 52 ]  |
| Оман               | октябрь 2022 —                | Кавалер Гражданского ордена Омана 1 класса на орденской цепи                                       | Кавалер Гражданского ордена Омана 1 класса на орденской цепи                                       |         |
| Алжир              | декабря 2022 —                | Гроссмейстер Национального ордена Заслуг                                                           | Гроссмейстер Национального ордена Заслуг                                                           |         |
| Оман               | 22 мая 2024 —                 | Кавалер цепи ордена Аль-Саид                                                                       | Кавалер цепи ордена Аль-Саид                                                                       |         |
| Казахстан          | 19 февраля 2025 —             | Кавалер ордена Алтын Кыран                                                                         | Кавалер ордена Алтын Кыран                                                                         | [ 54 ]  |

- Международная премия Низами Гянджеви (2018 год, Международный центр Низами Гянджеви, Азербайджан)[55]